# Vrubivka
Vrubivka (în ucraineană Врубівка) este o așezare de tip urban din raionul Popasna, regiunea Luhansk, Ucraina. În afara localității principale, mai cuprinde și satul Novoivanivka.

## Demografie
Componența lingvistică a așezării de tip urban Vrubivka
     Ucraineană (85,53%)
     Rusă (13,95%)
     Alte limbi (0,36%)
Conform recensământului din 2001, majoritatea populației așezării de tip urban Vrubivka era vorbitoare de ucraineană (85,53%), existând în minoritate și vorbitori de rusă (13,95%).